# Adele Goldstine
Adele Goldstine (nascida Adele Katz; Nova Iorque, 21 de dezembro de 1920 – novembro de 1964) foi uma programadora de computador estadunidense. Escreveu a descrição técnica completa do primeiro computador eletrônico digital, o ENIAC. Através de seu trabalho programando o computador, desempenhou um papel fundamental em converter o ENIAC de um computador que precisava ser reprogramado toda vez que era usado em um que estava capacitado a executar um conjunto de cinquenta instruções armazenadas.